# 地心駭客
《地心駭客》（英語：Phantoms）是一部1998年美國科幻恐怖片，改編自迪安·雷·孔茨的1983年同名小說，講述科羅拉多州寧靜的史諾菲爾德鎮（Snowfield）遭受從地心的冒出一群可怕怪物襲擊，幾名居民聯合起來阻止牠們並生存下來。原作中H·P·洛夫克拉夫特的元素在電影中幾乎被刪去。
電影由喬·查普爾執導，孔茨編寫劇本，主演包括彼得·奧圖、罗丝·麦高恩、喬安娜·高茵、李佛·薛伯、班·艾佛列克、尼基·凱特、克里夫頓·鮑威爾和罗伯特·克耐普。
電影在科羅拉多州喬治敦拍攝，1998年1月23日於美國上映；在影評界收穫負評居多。

## 演員
- 彼得·奧圖飾演提摩西·弗萊特博士（Dr. Timothy Flyte）[5]
- 罗丝·麦高恩飾演麗莎·佩利（Lisa Pailey）
- 喬安娜·高茵（英语：Joanna Going）飾演詹妮弗·佩利醫學士（Jennifer Pailey, M.D.）
- 李佛·薛伯飾演史都華·「史都」·沃格爾副警長（Deputy Stuart 'Stu' Wargle）
- 班·艾佛列克飾演布萊斯·哈蒙德警長（Sheriff Bryce Hammond）
- 尼基·凱特飾演史蒂夫·山寧副警長（Deputy Steve Shanning）
- 克里夫頓·鮑威爾（英语：Clifton Powell）飾演李蘭·科波菲爾將軍（Gen. Leland Copperfield）
- 周嘉玲飾演科學家山口（Scientist Yamaguchi）
- 波·霍普金斯（英语：Bo Hopkins）飾演霍森探員（Agent Hawthorne）
- 罗伯特·克耐普飾演威爾森探員（Agent Wilson）
- 琳妮亞·奎格利（英语：Linnea Quigley）飾演204房的女人

## 外部連結
- 互联网电影数据库（IMDb）上《地心駭客》的资料（英文）
- Box Office Mojo上《地心駭客》的資料（英文）
- 豆瓣电影上《地心駭客》的資料 （简体中文）
- 爛番茄上《地心駭客》的資料（英文）
- Metacritic上《地心駭客》的資料（英文）